# James Wallington
James Robert "Jim" Wallington, Jr., född 28 juli 1944 i Philadelphia i Pennsylvania, död 19 april 1988 i Lawrence i Indiana, var en amerikansk boxare.
Wallington blev olympisk bronsmedaljör i lätt weltervikt i boxning vid sommarspelen 1968 i Mexico City.